# Ylimmäinen (sjö i S:t Michel, Södra Savolax, 61,64 N, 27,47 Ö)
Ylimmäinen är en sjö i kommunen S:t Michel i landskapet Södra Savolax i Finland. Sjön ligger 79 meter över havet. Arean är 85 hektar och strandlinjen är 10,57 kilometer lång. Sjön  ingår i Vuoksens huvudavrinningsområde.   Den ligger omkring 11 kilometer sydöst om S:t Michel och omkring 210 kilometer nordöst om Helsingfors. 
I sjön finns ön Kaijatsaari. Ylimmäinen ligger nordväst om Keskimmäinen och Alimmainen. 